# Eleocharis obpyriformis
Eleocharis obpyriformis är en halvgräsart som beskrevs av David Alan Simpson. Eleocharis obpyriformis ingår i släktet småsäv, och familjen halvgräs. Inga underarter finns listade i Catalogue of Life.